# Cymbalophora flavescens
Cymbalophora flavescens là một loài bướm đêm thuộc phân họ Arctiinae, họ Erebidae.